# Гаљијарди (Венеција)
Гаљијарди (итал. Gagliardi) је насеље у Италији у округу Венеција, региону Венето.
Према процени из 2011. у насељу је живело 19 становника. Насеље се налази на надморској висини од 14 м.